# Конституция штата Миннесота
Конституция штата Миннесота была принята жителями территории Миннесота на специальном голосовании 13 октября 1857 года и ратифицирована Сенатом США 11 мая 1858 года, одновременно с включением Миннесоты в Союз в качестве штата. С тех пор в конституцию Миннесоты было внесено около 120 поправок. Наиболее значительной из них считается реорганизация в 1974 году, направленная на сокращение и облегчение формулировок для понимания современных читателей. Считается, что две первые поправки были внесены в конституцию ещё до её ратификации.

## Написание и ратификация
Выборы в конституционный конвент территории Миннесота состоялись 1 июня 1857 года, в соответствии с актом Конгресса США от 26 февраля того же года. Конвент проходил в Сент-Поле с 13 июля по 29 августа, однако позиции республиканцев и демократов на нём были столь различны, что каждая из партий фактически проводила свой собственный конвент; при этом делегаты от двух партий даже не заседали вместе (за исключением пяти человек от каждой партии, образовавших комитет для разработки документа, приемлемого для обеих сторон). В итоге каждая из фракций приняла по собственной версии конституции. В целом эти два документа были идентичными, однако имели около 300 различий в пунктуации, грамматике и формулировках, возникших вследствие ошибок переписчиков, работавших до поздней ночи 28 августа. Республиканская версия состояла из 39 страниц и имела 53 подписи, демократическая — из 37 страниц и с 51 подписью.
13 октября 1858 года состоялось общенародное голосование. Избирательные бюллетени предполагали только положительный ответ, для отрицательного в бюллетень необходимо было вносить изменения. Проект конституции был принят 30055 голосами «за» при 571 «против». На ратификацию в Вашингтон была отправлена заверенная копия демократической версии конституции.
Легислатура Миннесоты стала создаваться ещё до ратификации конституции Сенатом США. Первыми двумя законами, принятыми ею, стали две поправки к конституции; они были одобрены избирателями 15 апреля 1858 года. Эти поправки, по-видимому, были рассмотрены Конгрессом в процессе ратификации. Действительность ранних законов, принятых законодательным органом, несколько под вопросом, хотя они никогда не оспаривались в суде.

## Положения конституции
Билль о правах является первой статьей конституции. В настоящее время он состоит из семнадцати пунктов, в основном аналогичных положениям Конституции США, не всегда дословно. Это допускает различные трактовки конституционных положений. Так, пункт 3 гласит: «свобода печати навсегда останется нерушимой, и все люди могут свободно говорить, писать и публиковать свои чувства по всем предметам, неся ответственность за злоупотребление таким правом»; федеральная же Конституция утверждает, что «Конгресс не должен издавать ни одного закона … ограничивающего свободу слова или печати», в том числе и в части «ответственности за злоупотребления». С другой стороны, Верховный суд Миннесоты в своих трактовках конституции зачастую обеспечивает жителям штата больше прав, чем это предусмотрено федеральной Конституцией. Например, в 2005 году он постановил, что обнюхивание полицейской собакой арендованного шкафчика является «обыском» владельца этого шкафчика, в то время как по федеральному законодательству обыском это не является.
Статья XIV конституции посвящена системе государственных дорог штата и финансированию их содержания. Поправкой от 1920 года было определено 70 так называемых «конституционных маршрутов», до 1974 года приведенных непосредственно в конституции, а после — перечисленных в § 161.114 Свода законов штата.
По конституции, в законодательном органе штата не могут устраиваться очередные заседания между первым понедельником и третьей субботой в мае любого года, хотя губернатор может созвать в это время внеочередную сессию для решения непредвиденных неотложных вопросов, таких, например, как экстренное финансирование после стихийных бедствий.
Законопроекты, представленные перед законодательным органом, могут касаться только одного вопроса.